# Ranunculus haarbachii
Ranunculus haarbachii är en ranunkelväxtart som beskrevs av De Not. och Cesati. Ranunculus haarbachii ingår i släktet ranunkler, och familjen ranunkelväxter. Inga underarter finns listade i Catalogue of Life.